# BK Opava
BK Opava – koszykarski klub z siedzibą w mieście Opava w Czechach. Aktualnie zespół występuje w Národní Basketbalová Liga. Klub powstał w 1945 roku.

## Największe sukcesy

### Sukcesy krajowe
- Národní Basketbalová Liga:
  -  1. miejsce (4x):  1996-97, 1997-98, 2001-02, 2002-03
- Puchar Czech:
  -  Zwycięzca (5x): 1996-97, 199-98, 1998-99, 2000-01, 2002-03